# Гранична интелигенција
Гранична интелигенција је степен интелектуалне развијености који одваја просечну („нормалну“) интелигенцију од менталне заосталости. Особе са дијагнозом граничне интелигенције могу да похађају специјалне школе, у стању су да привређују и да живе самостално. Међутим, овакве особе тешко достижу више или виоско образовање и нису способне за висококреативне и сложене послове као и за одговорне социјалне функције. Синоним за граничну интелигенцију је гранична ментална заосталост.